# David Briggs (muziekproducent)
David (Dave) Briggs (Douglas, 29 februari 1944 - 26 november 1995) was een Amerikaans muziekproducent. Hij begon zijn loopbaan bij Tetragrammaton Records en brak enkele jaren erna door als producer voor Neil Young en zijn begeleidingsband Crazy Horse. Daarnaast produceerde hij nog voor enkele andere artiesten. 

## Biografie
Briggs begon zijn loopbaan in het midden van de jaren zestig als producent voor Tetragrammaton Records van Bill Cosby, die later vooral bekend werd als komiek in televisieseries. Hij  produceerde toen onder meer voor de komiek Murray Roman de elpee die naar eigen zeggen de eerste in de VS was waarop het woord "fuck" voorkwam.
Hij ontmoette Neil Young in 1968 terwijl hij liftte in Malibu, Californië. Young was net daarvoor vertrokken bij Buffalo Springfield. Uit de ontmoeting groeide een jarenlange vriendschap. Tot 1994 produceerde hij tientallen albums voor Young.
Volgens Graham Nash was Briggs sterk in het herkennen van het juiste moment en wist hij ook wanneer dat moment voorbij was. In 1973 nam hij Neil Youngs album Tonight's the night op, dat ook wel de sloppiest, drunken party genoemd wordt vanwege de staat waarin de Young en Crazy Horse toen verkeerden. Het album wordt niettemin een van Briggs' beste prestaties genoemd.
Briggs werkte ook met andere artiesten, zoals Spirit, Nils Lofgren, Grin en enkele op zichzelf staande albums van Crazy Horse. In de jaren negentig werkte hij met artiesten als Nick Cave and the Bad Seeds en Royal Trux.
Eind 1995 overleed hij op 51-jarige leeftijd aan de gevolgen van longkanker.
- International Standard Name Identifier: 0000 0000 6390 3013
- Library of Congress Control Number: n92031297
- MusicBrainz: 5f718db1-c263-4ae1-ba89-eb4b1b1e942c
- Istituto Centrale per il Catalogo Unico: UBOV844075
- SNAC: w6tg5jjs
- Virtual International Authority File: 269563596
- WorldCat: E39PBJqFJQT9gFm9qw7CwRdPcP